# Mucrencya inermis
Mucrencya inermis är en skalbaggsart som beskrevs av Leon Fairmaire 1895. Mucrencya inermis ingår i släktet Mucrencya och familjen Melolonthidae. Inga underarter finns listade i Catalogue of Life.